# جيم جونسون (مقدم برامج إذاعية)
جيم جونسون (بالإنجليزية: Jim Johnson)‏ هو مقدم برامج إذاعية أمريكي، ولد في 1945 في شيكاغو في الولايات المتحدة.